# Nordsjællands Politi
Nordsjællands Politi dækker de 13 nordsjællandske kommuner: Allerød, Egedal, Fredensborg, Frederikssund, Furesø, Gentofte, Gribskov, Halsnæs, Helsingør, Hillerød, Hørsholm, Lyngby-Taarbæk og Rudersdal. Politikredsen dækker et areal på 1.516 km2 og betjer ca. 580.000 borgere.
Lykke Sørensen har været politidirektør i kredsen siden 2023.

## Lokaliteter
Kredsen har 11 lokationer rundt i kredsen:

### Politistationer
- Station Nord - Helsingør (Hovedpolitistation)
- Station Midt - Hillerød
- Station Vest - Frederikssund
- Station Syd - Gentofte

### Nærpoliti
- Gribskov Nærpoliti - Helsinge
- Nivå Nærpoliti - Nivå

### Politibutikker
- Egedal Politibutik, Egedal Rådhus, Ølstykke
- Fredensborg Politibutik - Fredensborg Rådhus, Kokkedal
- Furesø Politibutik - Furesø Jobcenter, Farum
- Halsnæs Politibutik - Halsnæs Rådhus, Frederiksværk

### Andet
- Udlændingecenter Nordsjælland - Birkerød